# Cerkiew św. Michała Archanioła w Moszczanicy
Cerkiew św. Michała Archanioła w Moszczanicy – drewniana cerkiew greckokatolicka, znajdująca się w Moszczanicy.
Od 1999 obiekt nieczynny kultowo. Cerkiew została włączona do Podkarpackiego Szlaku Architektury Drewnianej.

## Historia obiektu
Cerkiew zbudowana została w latach 1713, przebudowana w 1785 i w 1930 (wzniesiono wówczas nowy babiniec i zmieniono kopułę nad nawą). Należała do dekanatu oleszyckiego, po I wojnie światowej do dekanatu cieszanowskiego.
Na osi cerkwi istnieje drewniana dzwonnica, wzniesiona przed 1890.
Po wojnie cerkiew została przejęta przez kościół rzymskokatolicki, w latach 1947–1991 była rzymskokatolicką kaplicą filialną.

## Galeria

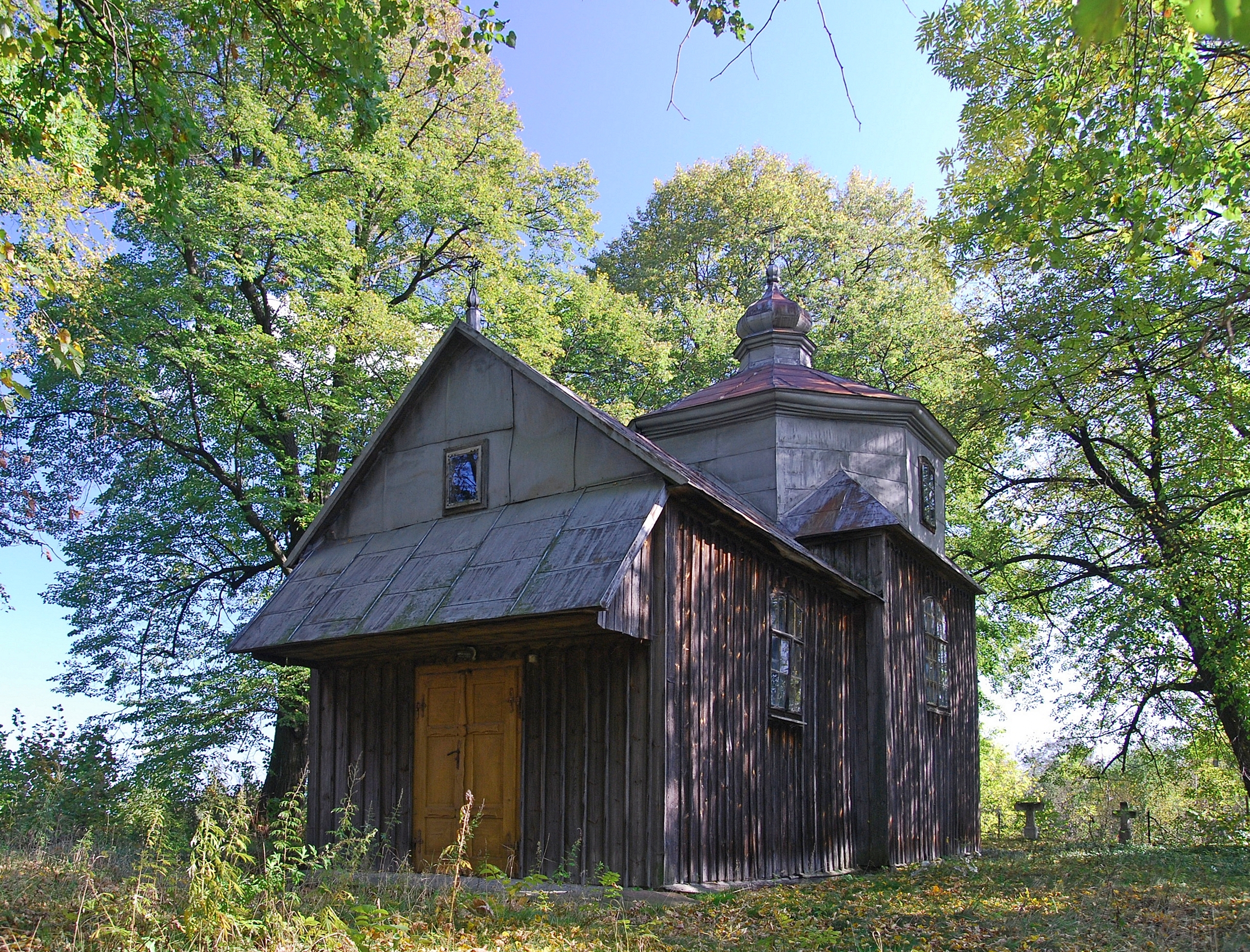
Elewacja zachodnia
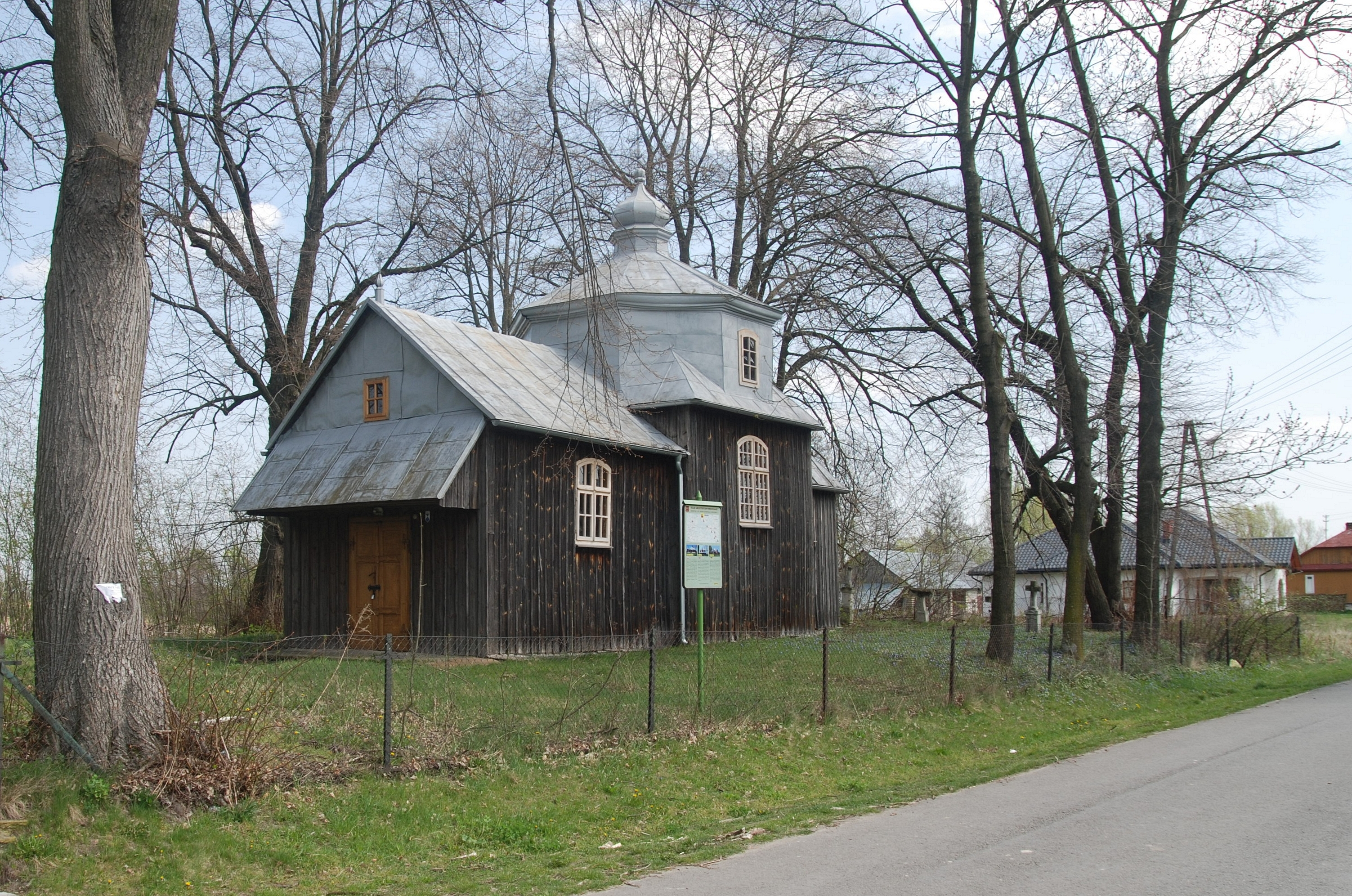
Widok ogólny
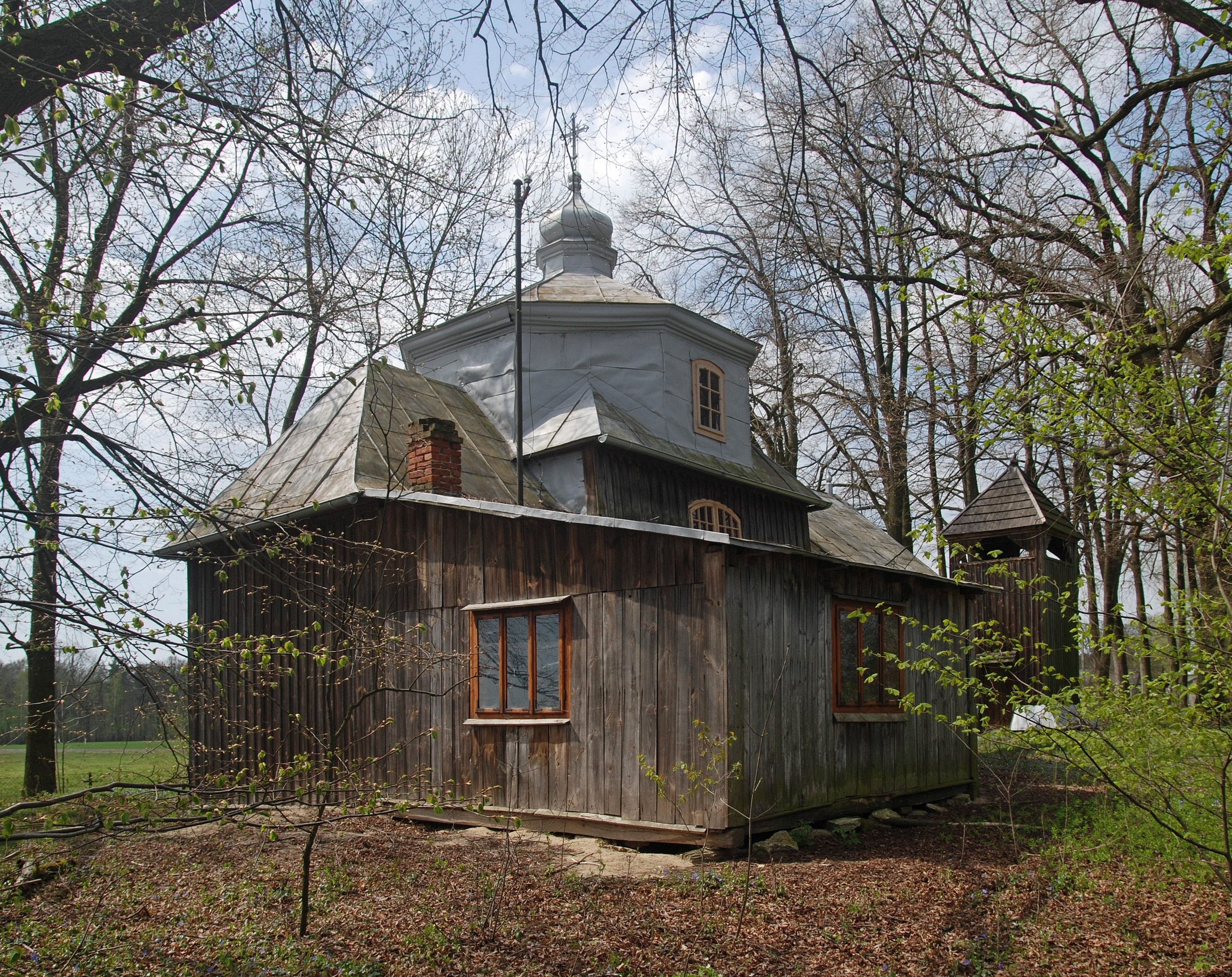
Elewacja wschodnia
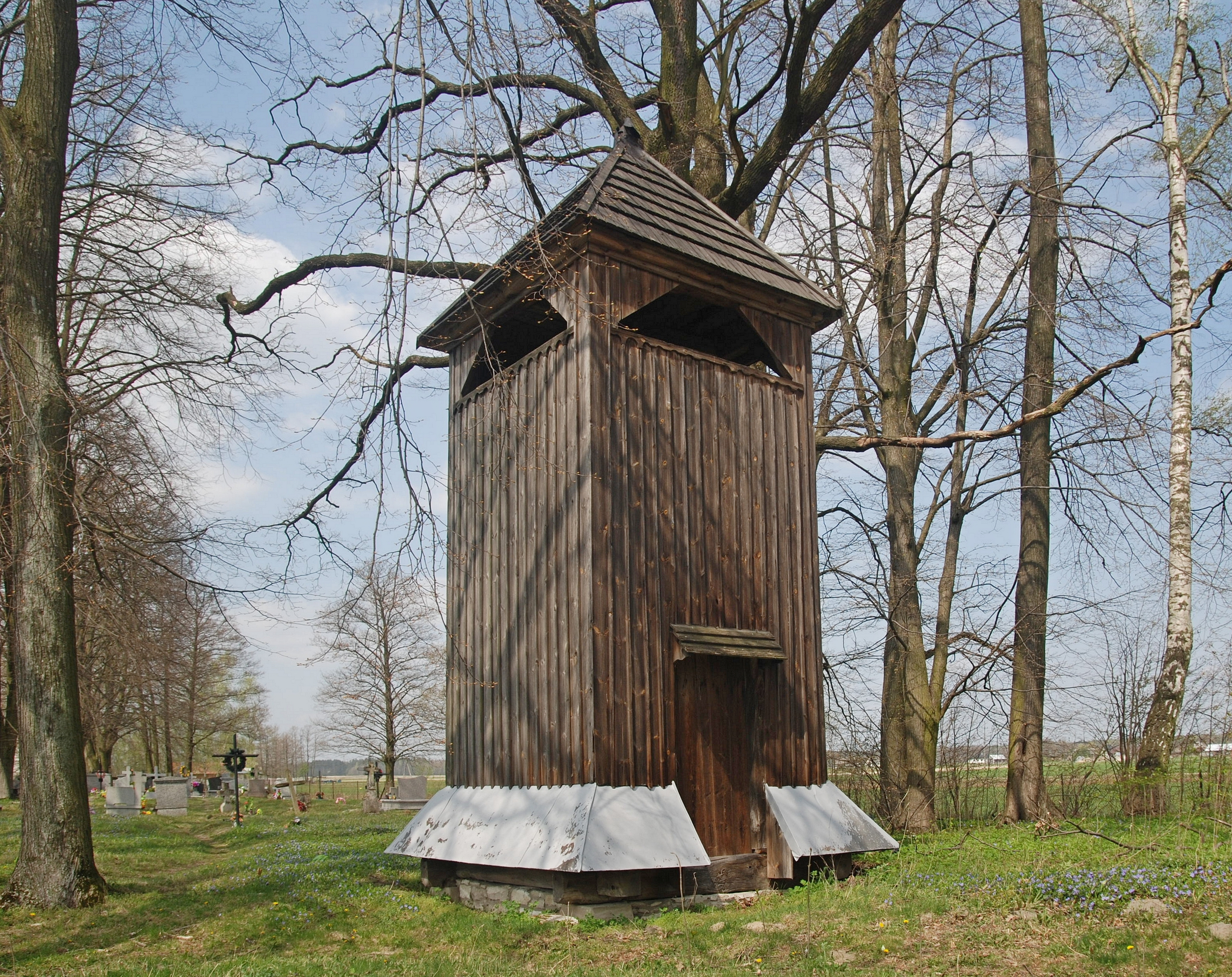
Dzwonnica
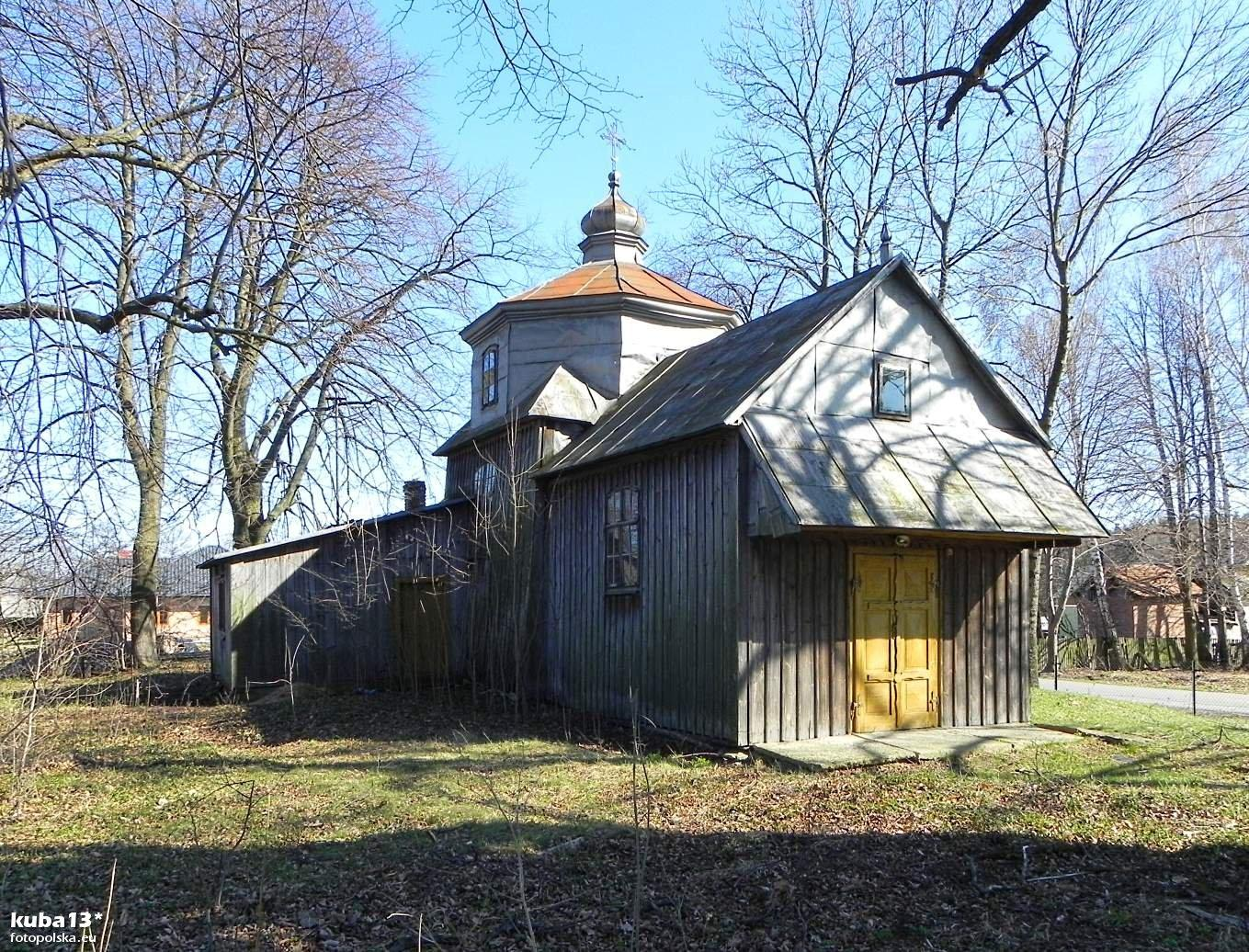
Widok od północy
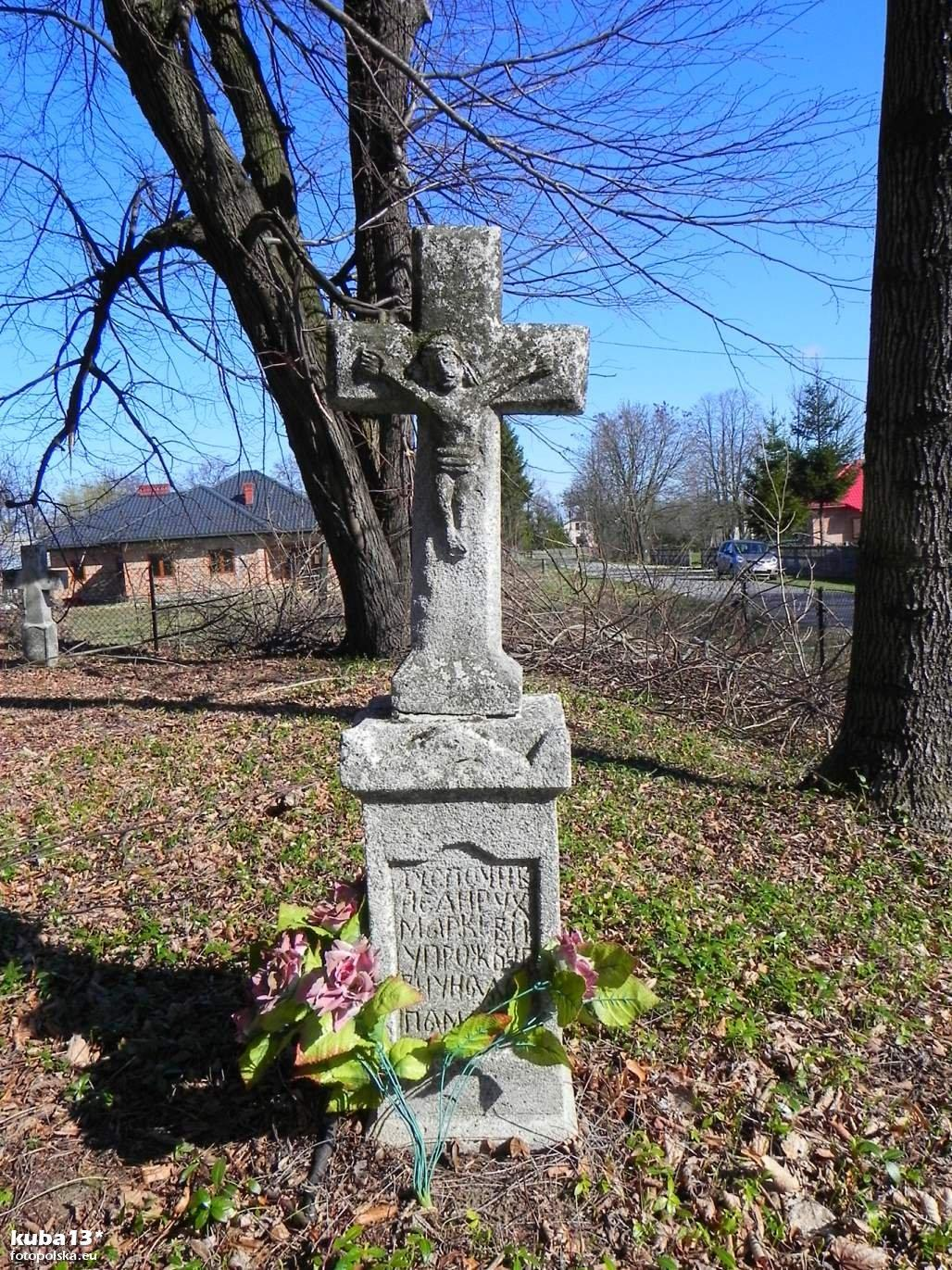
Na cmentarzu przycerkiewnym